# Швепс
Швепс је најстарији безалкохолни газирани напитак на свету.

## Историја
Крајем 18. века, Јаков Швепс, швајцарски часовничар и аматерски научник дошао је до закључка да су „мехурићи гаса у води изузетно здрави за бубреге и крвне судове“. После низа експеримената успео је да раствори гас у води и произведе сода-воду. Тако је настао Швепс чији су главни састојци сода-вода и сок од лимуна обогаћени аромом кинина.
Џејкоб Швепс је 1783. у Лондону основао компанију „Швепс“ (en. „Schweppes“). То је прва фабрика соде-воде. Компанија је брзо стекла велики углед на тржишту, па је 1836. проглашена главним снабдевачом Британске краљевске породице. Прави успех компанија „Швепс“ је постигла 1870. године када је пуштен у продају „Индијен Тоник Вотер“ (en.Indian Tonic Water). Швепс Индијен Тоник Вотер је био изузетно популаран међу британским колонистима широм света који су га пили са џином, верујући да их штити од маларије.
Велику популарност ово пиће стиче током 50-их и 60-их година 20. века и дефинитивно постаје светски бренд.

## Данас
Главни произвођач Швепса је Кока-кола мултинационална компанија и светски лидер у производњи безалкохолних пића.

## Нутритивна вредност
Нутритивна вредност за 100мл.